# 나가카와 가쓰히로
나가카와 가쓰히로(일본어: 永川 勝浩, 1980년 12월 14일 ~ )는 일본의 전 프로 야구 선수이자 지도자이다, 현재 센트럴 리그인 히로시마 도요 카프의 2군 투수 코치이다. 2009년 프로 야구 지명 회의에서 히로시마의 육성 선수로 지명 입단하였던 나가카와 미쓰히로가 그의 친동생이다.

## 인물

### 프로 입단 전
히로시마 현 신조 고등학교와 아시아 대학을 거쳐 2002년 프로 야구 드래프트 회의에서는 히로시마 도요 카프로부터 구단 사상최초로 자유 획득 범위로서 입단했다. 도토대학 리그 통산 15경기에 등판, 5승 4패와 평균자책점 2.03을 기록했다. 구단으로서는 8년간 결번이 계속되고 있던 기타벳푸 마나부의 영구 보관 번호인 등번호 20번을 물려받았다.

### 프로 입단 후

#### 2003년
2000년의 도마베치 데쓰토 이래가 되는 신인으로서의 개막 1군 엔트리에 합류했고 작년(2002년)에 30세이브를 기록한 오야마다 야스히로가 부상때문에 출발이 늦어지면서 마무리 투수를 맡아 활약을 했다. 신인으로서는 구단 최고 성적인 25세이브를 기록했고 올스타전에도 출전했다. 41이닝으로 16개로 볼넷은 적었고, 50개의 삼진을 빼앗았다. 10승을 올린 기사누키 히로시나 25개의 홈런을 때린 무라타 슈이치와의 신인왕 경쟁을 펼쳤지만 결국에는 기사누키가 신인왕을 차지했다.

#### 2004년
개막 이후부터 부진을 겪으면서 4월에 4개의 세이브를 올렸지만 5월 1일의 요미우리 자이언츠전에서 역전패를 당하는 등 마무리 투수의 역할이 상실돼 5월 이후에는 단 한 개의 세이브를 올리지 못했다. 8월에는 1군에 다시 승격하면서 8월 15일의 한신 타이거스전에서는 데뷔 후 처음으로 선발 등판해 승리 투수가 되었다. 이 경기에서는 오타케 간이 중간 계투로 등판한다는 본래와는 반대 패턴으로의 기용이었다. 선발로서 구질이 부족하기 때문에 슬라이더나 커브도 구사하는 피칭이었지만 속구로 밀어붙이는 본래의 장점이 사라지면서 오래 지속되지는 않았고 오른쪽 어깨 통증으로 인해 다시 2군에 떨어지는 수모를 겪었다.

#### 2005년
마무리 투수였던 존 베일과 연결하는 중간 계투로서 투입되었다. 스프링 캠프에서 기억한 투심 패스트볼, 교류전 종반부터 사용하기 시작한 슬라이더로 투구의 폭을 넓혔다. 8월에 오른쪽 다리 부상으로 1개월 동안 전력에서 이탈되었지만 팀내 최다이자 개인 최다 기록인 57경기에 등판했고 베일의 부재시에는 마무리 투수로서도 활약을 했다. 히로시마 시민 구장을 홈 구장으로 하면서 피홈런 개수는 2개이며 평균자책점은 3.13을 기록하며 좋은 성적을 남겼다.

#### 2006년
투구의 2단 모션의 규제에 의해 투구 폼을 수정하는 등 제구가 이전부터 안정되기 시작했다. 개막 초에는 중간 계투로서 기용되었지만 5월 중순에 베일이 부상당한 것에 의해 등록이 말소되어 마무리 투수를 담당했다. 5월 16일의 세이부 라이온스전에서는 9회 1사, 8대 7의 1점 차로 앞선 상황에서 등판해 두 명의 타자를 완벽하게 처리하여 시즌 첫 세이브를 올렸다. 그 후에도 순조롭게 세이브를 올리는 등 리그 최다인 65경기에 등판하여 이와세 히토키에 뒤를 이은 27세이브를 기록했다. 평균자책점도 1.66을 기록해 마무리 투수로 전향한 이후의 구원 성공률은 79%를 자랑했다. 두 번째로 올스타전에 출전했고 시즌 종료 후에 있은 미일 야구 대회에도 출전했다.

#### 2007년
그 해에 있어서 히로시마 투수진의 마무리 투수는 오야마다 야스히로나 고바야시 간에이와 같이 1년 동안 좋은 성적을 남겼는데 다음 시즌에는 성적이 급격하게 떨어지는 일이 계속되고 있었지만 나가카와는 오노 유타카와 함께 구단 역사상 두 번째인 2년 연속 25세이브 이상, 세이브의 구단 기록을 경신했다(31세이브). 단지 제구력이 작년 시즌보다 안정되지는 못했지만 특히 포크볼이 타자 앞에서 원바운드가 되는 등 개인 최다인 11개의 폭투를 기록했다.
두 경기 연속으로 끝내기 패배를 당하는 등 세이브 기회를 10번 이상이나 실패하면서 동점이나 점수 차가 크게 떨어진 경기 등을 포함하면 16번도 팀의 역전패와 관련되었다.

#### 2008년
작년 시즌의 불안한 투구와 폼 개조가 늦어진 것의 영향으로 시즌 개막을 2군에서 맞이했지만 4월 하순에 중간 계투로 복귀한 후 5월부터는 마무리 투수로 복귀했다. 투구폼 개조가 능숙하지는 않았고 투구의 대부분을 포크에만 의지하는 투구를 계속하였지만 결과적으로 시즌을 통해 구원 실패가 한 차례만 있을 정도의 뛰어난 안정감으로 8월에는 오노 유타카와 함께 구단 역사상 두 번째가 되는 3년 연속 20세이브를 기록했다. 9월에는 2년 연속 30세이브를 올리면서 9월 12일에는 스스로의 구단 기록을 경신하는 32개의 세이브를 기록했다. 최종적으로는 후지카와 규지와 함께 리그 2위가 되는 38세이브를 기록했고. 시즌 종료 후에는 추정 연봉이 큰 폭으로 인상된 1억 6,000만 엔으로 재계약을 맺어 이 시점에서의 팀내 최고 연봉이 되었다.

#### 2009년
5월 24일의 교류전인 세이부전에서 오노의 기록을 경신하는 통산 139세이브를 기록하여 구단 신기록을 경신했고 8월 1일의 요코하마 베이스타스전에서 역대 7번째가 되는 통산 150세이브를 달성했다. 9월 10일의 도쿄 야쿠르트 스왈로스전에서 구단 신기록이 되는 3년 연속 30세이브를 기록했다. 그러나 2009년 시즌은 개막 이후부터 부진에 시달릴 정도로 불안정한 투구가 반복되었지만 개막 이후부터 전력에서 이탈하는 일 없이 구원 투수를 맡아 8월 이후에는 안정감을 되찾아 리그 2위인 36세이브를 올렸지만 시즌 6패를 당하면서 평균자책점은 작년보다 나빠졌다.

#### 2010년
작년과 마찬가지로 시즌 초반부터 구원 투수를 맡았지만 컨디션이 오르지는 않았고 셋업맨인 마이크 슐츠에게 구원 역할을 양보하는 상황도 보였다. 4월 14일에 갑작스런 부상으로 1군 등록이 말소되었고 5월 29일에는 일단 1군에 복귀했지만 6월 8일부터 부상에 의한 장기 이탈로 그 이후에는 1군에 복귀하는 일도 없이 시즌을 마쳤다. 결국 2010년 시즌에는 10경기에만 등판하면서 1승 2패와 1세이브를 기록했다.

## 상세 정보

### 출신 학교
- 히로시마 현 신조 고등학교
- 아시아 대학

### 선수 경력
- 히로시마 도요 카프(2003년 ~ 2019년)

### 지도자 경력
- 히로시마 도요 카프 2군 투수 코치(2020년 ~ )

### 수상·타이틀 경력
- JA전농 Go·Go상(Wedge Up상): 2006년 6월

### 주요 기록

#### 첫 기록
- 첫 등판·첫 세이브: 2003년 3월 29일, 대 야쿠르트 스왈로스 2차전(메이지 진구 야구장)
- 첫 탈삼진: 상동.
- 첫 승리: 2003년 4월 2일, 대 한신 타이거스 2차전(히로시마 시민 구장)
- 첫 선발·첫 선발 승리: 2004년 8월 15일, 대 한신 타이거스 20차전(오사카 돔)
- 첫 홀드: 2005년 4월 13일, 대 주니치 드래건스 2차전(도요하시 시민 구장)

#### 기록 달성 경력
- 통산 100세이브: 2008년 6월 15일, 대 사이타마 세이부 라이온스 4차전(세이부 돔)
- 통산 150세이브: 2009년 8월 1일, 대 요코하마 베이스타스 13차전(MAZDA Zoom-Zoom 스타디움 히로시마)

#### 기타
- 올스타전 출장: 3회(2003년, 2006년, 2009년)

### 등번호
- 20(2003년 ~ 2019년)
- 74(2020년 ~ )

### 연도별 투수 성적
| 연 도      | 소 속      | 등 판 | 선 발 | 완 투 | 완 봉 | 무 4 구 | 승 리 | 패 전 | 세 이 브 | 홀 드 | 승 률 | 타 자 | 이 닝 | 피 안 타 | 피 홈 런 | 볼 넷 | 고 4 | 몸 맞 | 탈 삼 진 | 폭 투 | 보 크 | 실 점 | 자 책 점 | 평 자 책 | W H I P |
| ---------- | ---------- | ----- | ----- | ----- | ----- | ------- | ----- | ----- | -------- | ----- | ----- | ----- | ----- | -------- | -------- | ----- | ---- | ----- | -------- | ----- | ----- | ----- | -------- | -------- | ------- |
| 2003년     | 히로시마   | 40    | 0     | 0     | 0     | 0       | 3     | 3     | 25       | --    | .500  | 178   | 41.2  | 40       | 3        | 16    | 1    | 2     | 50       | 7     | 1     | 20    | 18       | 3.89     | 1.34    |
| 2004년     | 히로시마   | 22    | 4     | 0     | 0     | 0       | 3     | 4     | 4        | --    | .429  | 201   | 41.2  | 53       | 10       | 30    | 1    | 0     | 48       | 7     | 0     | 39    | 37       | 7.99     | 1.99    |
| 2005년     | 히로시마   | 57    | 0     | 0     | 0     | 0       | 3     | 5     | 2        | 14    | .375  | 311   | 69.0  | 72       | 2        | 33    | 2    | 3     | 79       | 6     | 0     | 30    | 24       | 3.13     | 1.52    |
| 2006년     | 히로시마   | 65    | 0     | 0     | 0     | 0       | 5     | 6     | 27       | 9     | .455  | 283   | 70.2  | 45       | 5        | 24    | 2    | 0     | 86       | 7     | 0     | 15    | 13       | 1.66     | 0.98    |
| 2007년     | 히로시마   | 61    | 0     | 0     | 0     | 0       | 4     | 7     | 31       | 4     | .364  | 270   | 61.2  | 51       | 5        | 33    | 1    | 2     | 74       | 11    | 0     | 28    | 21       | 3.06     | 1.36    |
| 2008년     | 히로시마   | 56    | 0     | 0     | 0     | 0       | 4     | 1     | 38       | 5     | .800  | 239   | 61.0  | 33       | 3        | 24    | 2    | 1     | 64       | 3     | 0     | 12    | 12       | 1.77     | 0.93    |
| 2009년     | 히로시마   | 56    | 0     | 0     | 0     | 0       | 3     | 6     | 36       | 3     | .333  | 241   | 56.0  | 53       | 3        | 21    | 3    | 1     | 48       | 4     | 0     | 20    | 17       | 2.73     | 1.32    |
| 2010년     | 히로시마   | 10    | 0     | 0     | 0     | 0       | 1     | 2     | 1        | 1     | .333  | 58    | 11.1  | 13       | 1        | 9     | 2    | 1     | 10       | 2     | 0     | 6     | 5        | 3.97     | 1.94    |
| 2011년     | 히로시마   | 19    | 0     | 0     | 0     | 0       | 1     | 2     | 0        | 0     | .333  | 99    | 22.2  | 25       | 3        | 8     | 1    | 0     | 22       | 2     | 0     | 14    | 13       | 5.16     | 1.46    |
| 2013년     | 29         | 0     | 0     | 0     | 0     | 3       | 1     | 0     | 13       | .750  | 138   | 35.1  | 29    | 3        | 5        | 1     | 2    | 28    | 5        | 0     | 8     | 8     | 2.04     | 1.02     |         |
| 2014년     | 52         | 0     | 0     | 0     | 0     | 3       | 4     | 1     | 15       | .429  | 227   | 55.2  | 51    | 9        | 13       | 3     | 4    | 48    | 3        | 0     | 26    | 25    | 4.04     | 1.15     |         |
| 2015년     | 26         | 0     | 0     | 0     | 0     | 1       | 1     | 0     | 9        | .500  | 119   | 26.1  | 27    | 2        | 14       | 0     | 3    | 27    | 0        | 0     | 14    | 14    | 4.78     | 1.56     |         |
| 2016년     | 11         | 0     | 0     | 0     | 0     | 2       | 0     | 0     | 1        | 1.000 | 46    | 10.0  | 14    | 1        | 2        | 0     | 1    | 8     | 0        | 0     | 7     | 7     | 6.30     | 1.60     |         |
| 2018년     | 22         | 0     | 0     | 0     | 0     | 2       | 0     | 0     | 5        | 1.000 | 81    | 18.2  | 19    | 2        | 5        | 0     | 1    | 13    | 0        | 0     | 11    | 10    | 4.82     | 1.29     |         |
| 2019년     | 1          | 1     | 0     | 0     | 0     | 0       | 0     | 0     | 0        | ----  | 1     | 0.1   | 0     | 0        | 0        | 0     | 0    | 0     | 0        | 0     | 0     | 0     | 0.00     | 0.00     |         |
| 통산：15년 | 통산：15년 | 527   | 5     | 0     | 0     | 0       | 38    | 42    | 165      | 79    | .475  | 2492  | 582.0 | 525      | 52       | 237   | 19   | 21    | 605      | 57    | 1     | 250   | 224      | 3.46     | 1.31    |

- 2019년 기준, 굵은 글씨는 시즌 최고 성적.